# Otostigmus longicornis
Otostigmus longicornis är en mångfotingart som först beskrevs av Tömösváry 1885.  Otostigmus longicornis ingår i släktet Otostigmus och familjen Scolopendridae. Inga underarter finns listade i Catalogue of Life.